# 奇斯托沃德涅
46°26′21″N 29°45′25″E / 46.43917°N 29.75694°E
奇斯托沃德內（烏克蘭語：Чистоводне）是位於烏克蘭西南部的村莊，由敖德萨州裡比爾霍羅德-德涅斯特羅夫斯基區的舊科扎切市鎮負責管轄。該村始建於1824年，面積1.09平方公里，2001年人口728，人口密度每平方公里667.89人。